# Festus Mogae
Festus Gontebanye Mogae (Serowe, 21 de agosto de 1939) es un empresario, economista y político botsuano que fue tercer presidente de la República de Botsuana entre 1998 y 2008. Previamente había ejercido como vicepresidente desde 1992, como Ministro de Finanzas desde 1989. Graduado en economía en Oxford y Sussex, Mogae ocupó cargos en el Fondo Monetario Internacional y llegó a ser gobernador del Banco de Botsuana entre 1980 y 1981. Durante su presidencia fue simultáneamente líder del Partido Democrático de Botsuana, fuerza política dominante del país africano. Fue miembro de la Asamblea Nacional de Botsuana como parlamentario «especialmente electo» desde 1989 hasta 1994, cuando fue elegido debidamente como miembro en la circunscripción de Palapye.
Mogae fue designado vicepresidente en 1992 en sustitución de Peter Mmusi (que había renunciado como consecuencia de un escándalo relacionado con la venta de tierras tribales). Asumió la jefatura de estado y el liderazgo del BDP el 1 de abril de 1998, luego de la renuncia de Quett Masire después de casi dieciocho años en el cargo y ante la instauración de un límite de diez años para ejercer la presidencia. Beneficiado por la división de los partidos opositores, Mogae condujo al BDP a una aplastante victoria en las elecciones de 1999, las primeras desde 1974 en las que el partido creció en voto popular, y fue reelegido de este modo para un mandato completo. El gobierno de Mogae coincidió con un clima económico favorable, alcanzando Botsuana uno de los PBI más altos del continente africano. Mogae inició algunos esfuerzos en la diversificación económica para aligerar la dependencia de Botsuana de la industria del diamante. Sin embargo, su gobierno debió afrontar el agravamiento de la epidemia de VIH/SIDA, que se disparó a partir de 1997. El virus llegó a afectar a un 37% de la población total de Botsuana en su apogeo (la segunda mayor tasa de infección después de Suazilandia) y disminuyó la esperanza de vida nacional de 67 a 40 años. El gobierno de Mogae respondió con programas y campañas de concientización y prevención para paliar la epidemia y estimular su tratamiento. A pesar de estos esfuerzos y del acceso relativamente fácil a los medicamentos antirretrovirales, la falta de equipamiento e infraestructura sanitaria adecuada dificultó la aplicación de los programas.
Descrito como un conservador fiscal durante su período al frente del ministerio de Finanzas, Mogae se ganó una reputación de burócrata «rígido» y «aburrido». Representante de un nuevo liderazgo no asociado con los «padres fundadores» (Masire y Seretse Khama), Mogae no contaba ni con el carisma ni con la popularidad de sus predecesores. Debido a esto, mantuvo un estilo de liderazgo mucho más descentralizado y débil, con el vicepresidente Ian Khama (hijo de Seretse Khama, comandante militar y líder de la tribu BaNgwato) visto como una figura dominante en el gabinete. Como consecuencia, el período de Mogae al frente del BDP vio un creciente fraccionamiento interno en el partido, que se agravaría después de que dejara la presidencia y terminaría conduciendo a numerosas escisiones y reveses electorales, pasando a depender cada vez más de la división de los partidos opositores para retener el poder. A pesar de los crecientes conflictos, Mogae mismo se mantuvo como una figura unificadora y condujo al BDP a una nueva victoria en 2004, accediendo a la reelección. El segundo mandato de Mogae se caracterizó por una creciente delegación del protagonismo y el liderazgo político en Khama en preparación para la inminente transición. En julio de 2007, Mogae confirmó que abandonaría el cargo al cumplirse diez años de su toma de posesión. Fue sucedido formalmente por Khama el 1 de abril de 2008.
La decisión de Mogae de respetar el estado de derecho y los límites de mandato le valieron numerosos premios y reconocimientos, como el Premio Ibrahim por Logros en Liderazgo Africano, o la Legión de Honor de manos del presidente francés Nicolas Sarkozy. El ex Secretario General de las Naciones Unidas Kofi Annan elogió a Mogae, asegurando que «su liderazgo garantizó la estabilidad y prosperidad continuas de Botsuana frente a una pandemia de VIH/SIDA que amenazaba el futuro de su país y de su pueblo». No obstante, la presidencia de Mogae también vio algunos episodios de violencia institucional. En particular, su política de «reubicación» y expulsión de los bosquimanos san de sus tierras ancestrales en el desierto de Kalahari, que incluyó el corte total del suministro de agua en la región en 2002, fue especialmente criticada por organizaciones internacionales de derechos humanos. Si bien Mogae justificó la reubicación sobre la base de terminar con la disminuación de animales debido a la caza excesiva por parte de los san, se sospechó que la verdadera motivación era extender las operaciones de explotación de las reservas de diamantes en la región. La reubicación resultó en una batalla legal, y aunque el Tribunal Superior falló en contra del gobierno en 2006 y determinó que la expulsión de los residentes era inconstitucional, esta no se detuvo y prosiguió hasta después del mandato de Mogae.
Mogae se retiró de la actividad política después de dejar la presidencia, con algunas intervenciones particulares como Enviado Especial del Secretario General de las Naciones Unidas sobre el Cambio Climático en 2012. Mogae invirtió el dinero del Premio Ibrahim en comprar acciones de la multinacional minorista Choppies Enterprises Limited y fue nombrado presidente del grupo de supermercados el mismo año de su retiro. En el marco de una serie de conflictos y demandas legales con la junta directiva, Mogae dimitió de sus cargos en 2019 y buscó vender sus acciones en 2020 luego de que la compañía se desplomara a raíz de una serie de escándalos por irregularidades financieras.